# Hemipogon
Hemipogon es un género de plantas fanerógamas de la familia Apocynaceae. Contiene 16 especies. Es originario de América del Sur.

## Distribución y hábitat
Se distribuye por Bolivia, Brasil, Paraguay en abiertos espacios rocosos.

## Descripción
Son plantas herbáceas, arbustos o enredaderas herbáceas que alcanzan los 30-50 cm de alto, con el látex lechoso, sus órganos subterráneos lo constituyen raíces leñosas. Las hojas son opuestas o, raramente, en espiral o verticiladas, sésiles a subsésiles; hojas herbáceas, de 15-40 cm de largo y 1-1.5 cm de ancho, lineales, con el ápice obtuso o agudo, glabras.
Las inflorescencias son extra-axilares, siempre una por nodo, más corta que las hojas adyacentes con 1-3 flores, simples,  pedunculadas a subsésiles. 

## Especies seleccionadas
| - Hemipogon abietoides - Hemipogon acerosa - Hemipogon andinum - Hemipogon carassensis - Hemipogon exaltatus - Hemipogon furlanii - Hemipogon hatschbachii - Hemipogon hemipogonoides | - Hemipogon irwinii - Hemipogon laxifolius - Hemipogon luteus - Hemipogon peruvianus - Hemipogon piranii - Hemipogon setaceus - Hemipogon sprucei - Hemipogon williamsii |